# Gabrielle – Liebe meines Lebens
Gabrielle – Liebe meines Lebens ist ein Film des französischen Regisseurs Patrice Chéreau aus dem Jahr 2005.
Das Drama basiert auf der Erzählung The Return von Joseph Conrad und wurde vom Filmstudio Azor Films in Zusammenarbeit mit Canal Plus, ARTE und dem ZDF produziert.
Dargestellt wird das Ende einer Ehe aus der Sicht des Ehemannes Jean Hervey. Seine Frau verlässt ihn, für Jean völlig überraschend, für einen anderen Mann, kehrt jedoch nach wenigen Stunden zurück. Die Ehe, die Jean für intakt gehalten hat, ist zerstört, es beginnt eine Fahrt in die emotionalen Abgründe einer Beziehung.
Der Film steht an der Schwelle zur Moderne und spiegelt die Selbstzerstörung einer dekadenten Gesellschaft nach der Jahrhundertwende.

## Handlung
Paris, Belle Époque: Im Ton von Marcel Proust erzählt Jean von der verlorenen Zeit: wie er Gabrielle kennenlernte, sich verliebt hat, kurz nach der ersten Begegnung heiratete, was er dabei dachte und empfand. Gabrielle passte in jeder Beziehung zu seiner geordneten Welt. Das Paar ist jetzt zehn Jahre verheiratet und kinderlos. Man schläft zwar in einem Raum, bleibt aber kühl auf Distanz, und beide vermissen angeblich nichts. Jean ist als Zeitungsverleger sehr reich, er beschreibt die Routine ihres gesellschaftlichen Lebens, die gemeinsamen Abende mit immer denselben Menschen. Donnerstags trifft sich in seinem luxuriösen Stadtpalais eine Schar von Künstlern, Musikern, Journalisten und Geschäftsleuten zum Jour fixe mit üppigem gemeinsamen Mahl, man spielt um Geld, lässt sich durch Musik unterhalten, plaudert oberflächlich miteinander, und ist beliebt in dieser in Konventionen erstarrten Gesellschaft.
Als Jean eines Tages nach Hause kommt, findet er einen Brief vor, in dem seine Frau schreibt, dass sie ihn verlassen habe. In Jean bricht eine Welt zusammen. Gabrielle kehrt dennoch am Abend desselben Tages zurück. Für Jean ist die Beziehung am Ende. Er will, dass niemand etwas erfährt, nicht das Personal, das vor der Tür steht und die Auseinandersetzungen des Paars belauscht, nicht die Freunde. Die Fassade einer glücklichen, bürgerlichen Ehe soll unbedingt gewahrt bleiben.
Gabrielle beschreibt nun die Ehe aus ihrer Sicht, ein Zweckbündnis zwischen zwei Menschen zum gegenseitigen Vorteil, nicht das schlechteste, doch bar jeden Gefühls. Physisch widert Jean sie an. Sie erklärt ihm, dass sie ihn verlassen habe, als sich ihr die Gelegenheit bot, einmal im Leben zu erfahren, was Liebe ist. Jean verliert die Fassung. Sie begreift jetzt, dass Jeans Gefühle für sie echt waren: „Hätte ich geahnt, nur eine Sekunde geahnt, dass Sie mich lieben, ich wäre nie zurückgekehrt.“
Jean forscht nach dem anderen Mann. Es ist, für ihn unbegreiflich, sein Chefredakteur, ein dicklicher, flegelhafter und aufdringlicher Mensch, der ihm von Herzen unsympathisch ist. Gabrielle, die sich Jean schon lange verweigert hat, sagt ihm schließlich auf sein Drängen hin im Detail, wie sie den Sex mit diesem Mann genossen hat. Aber einmal war ihr genug.
Die Verzweiflung siegt über die von Jean zur Schau getragene Ruhe. Vor der versammelten Donnerstagsgesellschaft verliert er die Fassung, und man verlässt peinlich berührt das Haus. In eingeblendeten Sätzen, wie in einem Stummfilm, ruft Jean nach Gabrielle und fleht sie an: „Bleiben Sie!“, „Helfen Sie mir!“
Apathisch und provozierend zugleich auf dem Bett liegend, bietet sich Gabrielle ihrem Mann an. Dieser erforscht tastend ihren Körper. Bei seinem Versuch, sie zu lieben, bleibt sie völlig ohne Emotionen. Als sie seine Frage, ob sie so leben könne, bejaht, stürzt er aus dem Haus, und eine Stummfilmeinblendung sagt dem Zuschauer: „Er kehrte nie mehr zurück.“

## Stilmittel
Chéreau teilt den Film in die beiden Phasen Vergangenheit und Destruktion. Während die Vergangenheit in Schwarz-Weiß verharrt, wechselt die Zerstörung zwischen Farbe und dem Kontrastbild als Symbol für die Zerrissenheit Jeans, der zwischen Realität und Wunschdenken schwankt. Der erzählende, beinahe plaudernde Ton des Anfangs weicht einem Kammerspiel, das Aspekte des Stummfilms spiegelt. Das laut gesprochene und für das Bühnenvolk im Theater doch unhörbare Wort wird zum Stilmittel: Vor Personal und Gästen entblößt Jean seine Seele, da er die Umstehenden in seinem Schmerz nicht mehr wirklich erfassen kann. Die Kamera schreckt schemenhaft von Punkt zu Punkt.
Die Bühne bildet ein riesiges Haus, das mit zahllosen Büsten, Stuck und Säulen mehr Museum denn Heimstatt ist und in dem alles Kälte atmet. Als Gabrielle wirkt die Isabelle Huppert in ihrer Unbewegtheit und einer jenseitigen Gefühlswelt wie eine jener Statuen, derer es so zahlreiche in diesem Hause gibt.
Fabio Vacchi komponiert eine spätromantische Musik, in der er die Polyphonie ad absurdum führt. Disharmonische Akkorde geistern schockartig und in Kammerbesetzung durch die Klänge eines großen Orchesters. Dabei nutzt Vacchi Harmonien, die vor dem Umbruch in die Moderne standen. Es ist eine Musik, die aus jener Zeit zu stammen scheint, in der dieser Film spielt und das Morbide Gustav Mahlers verströmt.

## Kritiken
Die Kritik lobte übereinstimmend die Leistung der beiden Hauptdarsteller.
- „Hervorragend gespieltes, artifizielles Ehedrama in eigenwilliger, betont theatralischer Inszenierung, das den Selbstbetrug einer sozialen Schicht entlarvt und den Masochismus einer Gesellschaft aufzeigt, die sich die eigenen Gefühle nicht eingesteht.“ film-dienst.[1]

- Im „Kino ist manches Großartige aus Zweikämpfen entstanden: Duellen zwischen Produzent und Regisseur, Regisseur und Schauspieler. Hitchcock hat mit Kim Novak gerungen, als er ‚Vertigo‘ drehte, Rossellini mit Ingrid Bergman, Billy Wilder mit Marilyn Monroe, Godard mit Brigitte Bardot und Fritz Lang. Aber selten sind sich ein Filmregisseur und eine Schauspielerin so auf Augenhöhe begegnet wie Isabelle Huppert und Patrice Chéreau.“ Frankfurter Allgemeine Zeitung.

- „Patrice Chéreau inszeniert die auf einer Erzählung Joseph Conrads basierende Geschichte als bedrückendes Kammerspiel. Die innere Kälte der Protagonisten transportiert er in düster-kühlen Bildern auf die Leinwand. (...) Isabelle Huppert brilliert in der Rolle der Ehefrau, die noch Wünsche und Träume hat, letztendlich aber nicht die Kraft aufbringt, sie durchzusetzen.“[2]

## Auszeichnungen
Im Jahr 2005 war Patrice Chéreaus Film im Wettbewerb der Filmfestspiele von Venedig, unterlag jedoch Ang Lees Drama Brokeback Mountain. Ein Jahr später, bei der Verleihung des wichtigsten französischen Filmpreises César, war der Film in sechs Kategorien nominiert, darunter Patrice Chéreau und Anne-Louise Trividic für das beste adaptierte Drehbuch und Hauptdarstellerin Isabelle Huppert, die ihre dreizehnte Darstellernominierung erhielt. Während Huppert ihrer Schauspielkollegin Nathalie Baye (Eine fatale Entscheidung) unterlag, wurden Kostümdesignerin Caroline de Vivaise und das Szenenbild von Olivier Radot preisgekrönt.
César
- Beste Kostüme
- Bestes Szenenbild
- nominiert in den Kategorien beste Hauptdarstellerin (Isabelle Huppert), bestes adaptiertes Drehbuch, beste Kamera, bester Ton.